# Веирье, Кристоф
Кристо́ф Веирье́ или Вейрье (фр. Christophe Veyrier; 25 июня 1637, Тре — 10 июня 1689, Тулон) — французский скульптор эпохи барокко; племянник, ученик и последователь Пьера Пюже́.

## Биография
Кристоф Веирье родился 25 июня 1637 года в Тре (Буш-дю-Рон) в небольшом доме, расположенном недалеко от церкви, в семье ремесленников и художников. У него было три брата: старший, Луи Веирье (1630—1697), был последовательно бочарником, плотником, архитектором и скульптором; два других брата, Франсуа (1634—1707) и Жозеф (1641—1677), станут сотрудниками Луи. Трое братьев Кристофа Веирье и он сам работали в семейной мастерской по добыче и обработке мрамора, расположенной в Трете, недалеко от Сен-Жан-дю-Пюи.
В 1674 году Кристоф Веирье женился на Маргарите Ферран, дочери Кассиана и Жанны Буле, племяннице по браку Пьера Пюже.
В 1632 году Кристоф Веирье был в Италии, в Генуе, вместе в Пьером Пюже, которого министр Н. Фуке послал в Италию для выбора мрамора. После опалы министра в 1661 году Пьер Пюже благоразумно решил остаться в Италии. В 1668 году Веирье и Пюже вместе покинули Геную: Пьер Пюже вернулся во Францию, чтобы руководить скульптурной мастерской в Тулонском арсенале, а Кристоф Веирье отправился в Рим. В Вечном городе он открыл для себя величайших итальянских мастеров и познакомился с творчеством Дж. Л. Бернини, Пьетро да Кортона и Ф. Борромини.
В 1670 году Кристоф Веирье вернулся во Францию, присоединился к своему учителю в Тулоне, где был его постоянным помощником. С 1680 года Кристоф Вейрье стал по-настоящему независимым художником и на два года поселился в Экс-ан-Провансе.
В 1682 году Кристоф Вейрье уехал из Экс-ан-Прованса в Тулон, где получил заказ на строительство главного алтаря капеллы Тела Господня в соборе Нотр-Дам-де-ла-Сед. Деревянный алтарь, сделанный в 1659 году Пьером Пюже, был уничтожен пожаром, поэтому братство «Corpus Domini» обратилось к нему с просьбой о новом. Художник создал алтарь из мрамора и стукко, и он является одной из его самых значительных работ.
В 1686 году братство Святого Таинства в Треце, его родном городе, попросило его создать главный алтарь церкви Нотр-Дам-де-Назарет взамен старого деревянного, находившегося под угрозой разрушения. Эта работа, завершённая после смерти Кристофа Веирье в 1693 году, была закончена его племянниками: Лазаром, сыном Франсуа, и Томасом, сыном Луи.
В июле 1686 года Веирье возглавил скульптурную мастерскую Тулонского арсенала, эту должность ранее занимал Пьер Пюже. Веирье сохранял её до своей смерти в 1689 году. Он руководил примерно тридцатью скульпторами.
Произведения скульптора хранятся в нескольких музеях мира: в Художественном музее Тулона, музее Гране́ в Экс-ан-Провансе; в парижском Лувре; в лондонском Музее Виктории и Альберта, в нью-йоркском Метрополитен-музее.

## Галерея

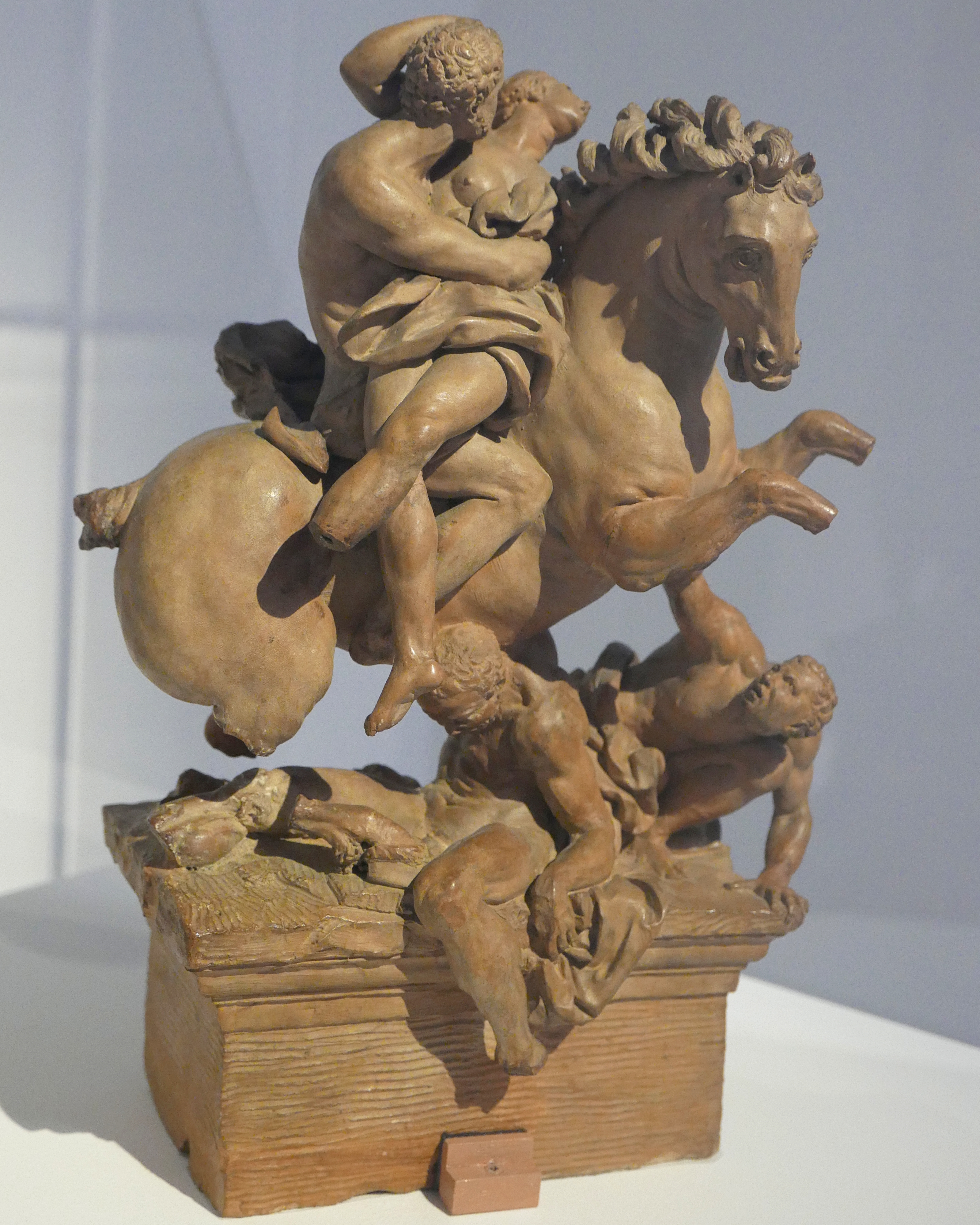
Похищение сабинянки. Терракота. Экс-ан-Прованс
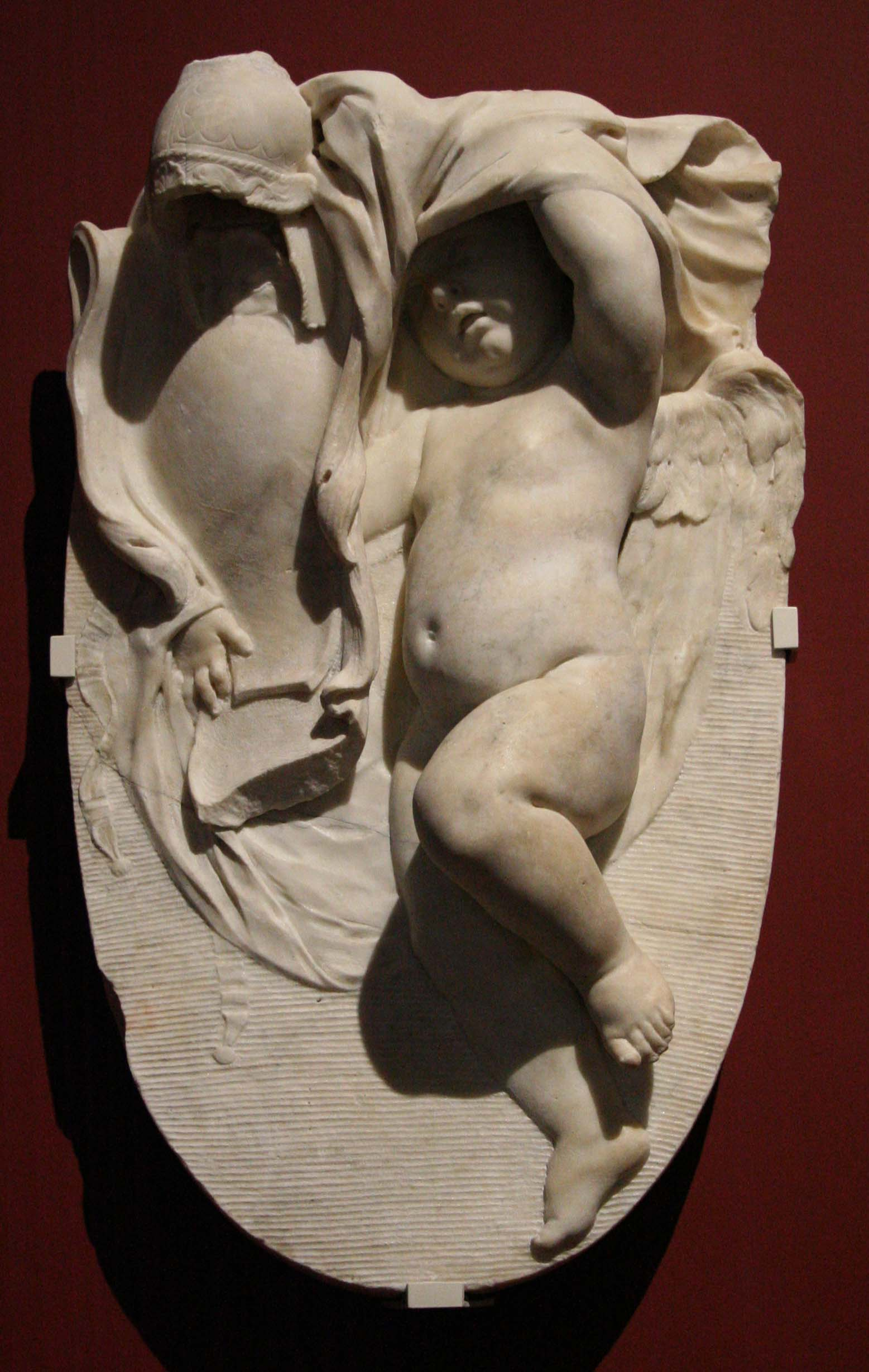
Картуш с ангелами. Мрамор. Музей изобразительных искусств, Марсель
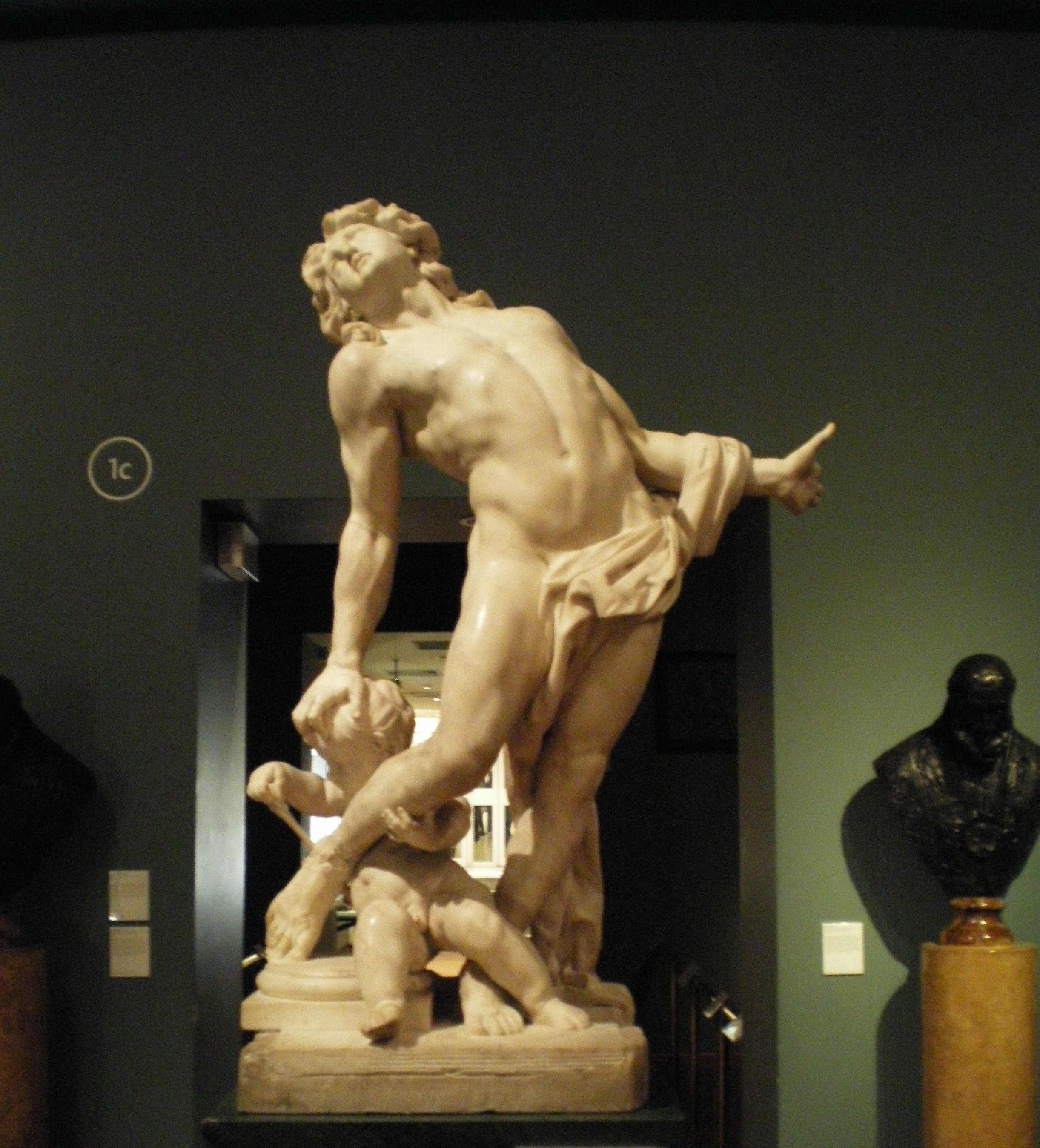
Умирающий Ахилл. 1683. Мрамор. Музей Виктории и Альберта, Лондон
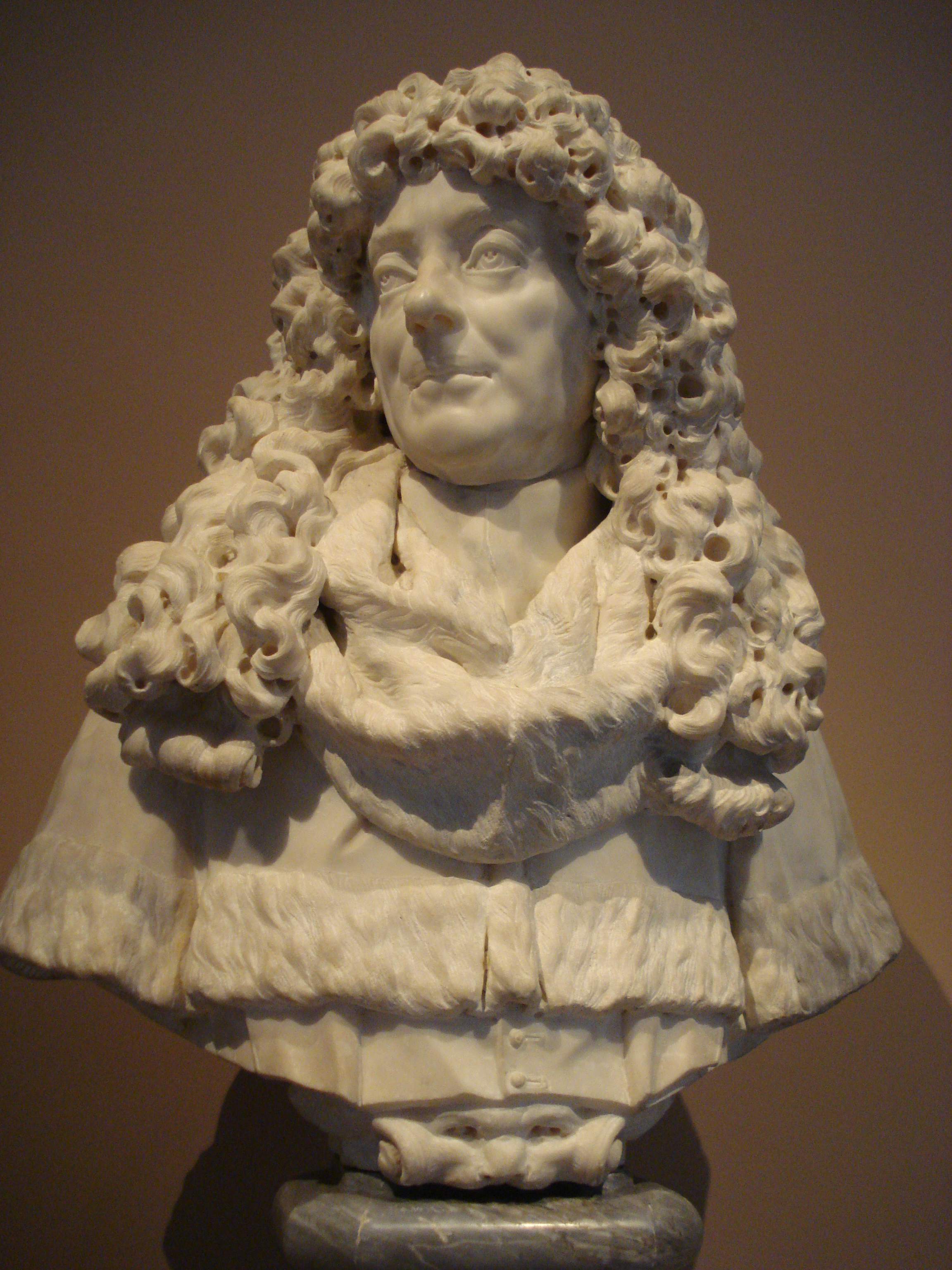
Жан Деид. 1684. Мрамор. Метрополитен-музей, Нью-Йорк
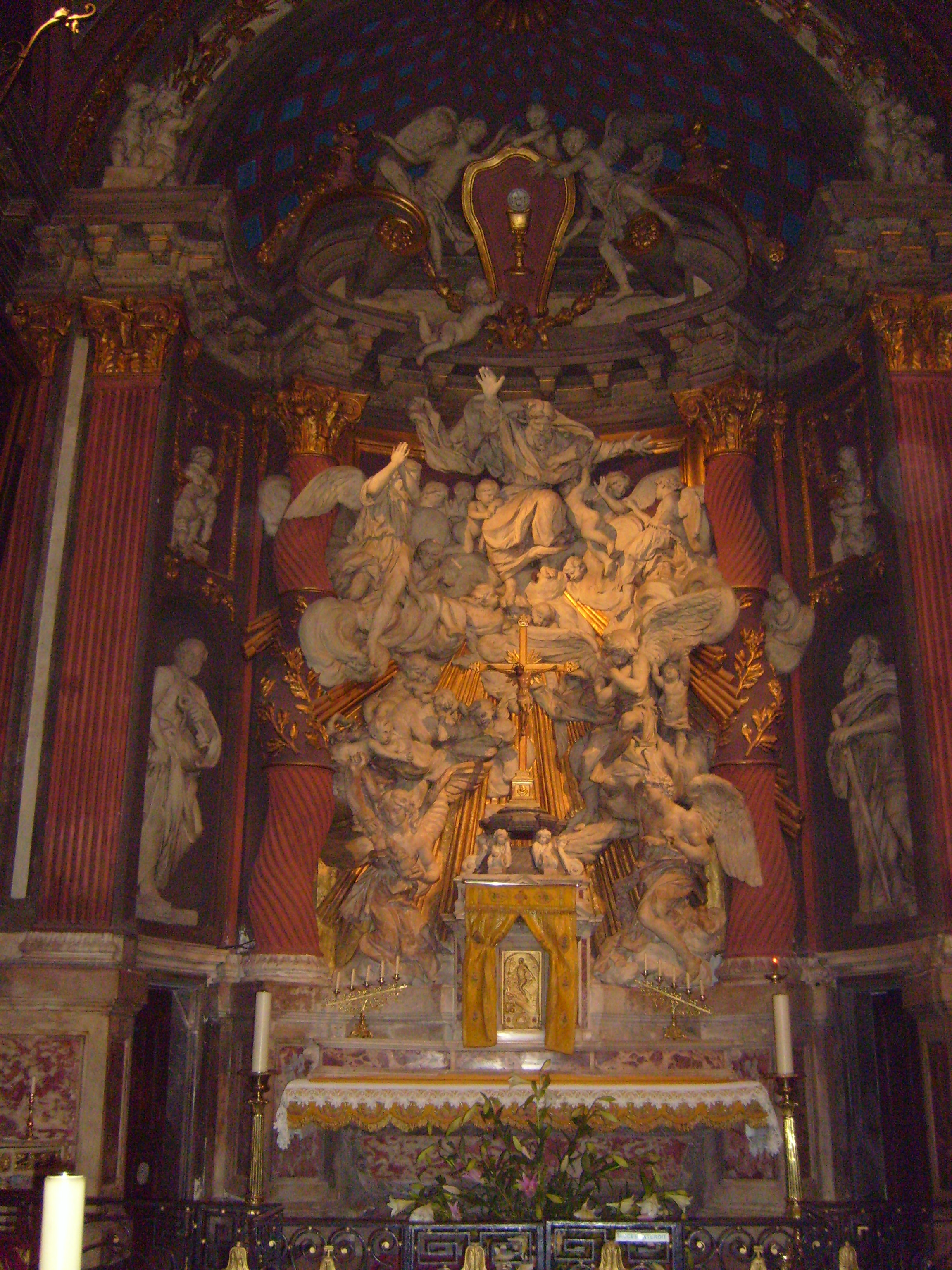
Алтарь собора Нотр-Дам-де-ла-Сед, Тулон. 1682
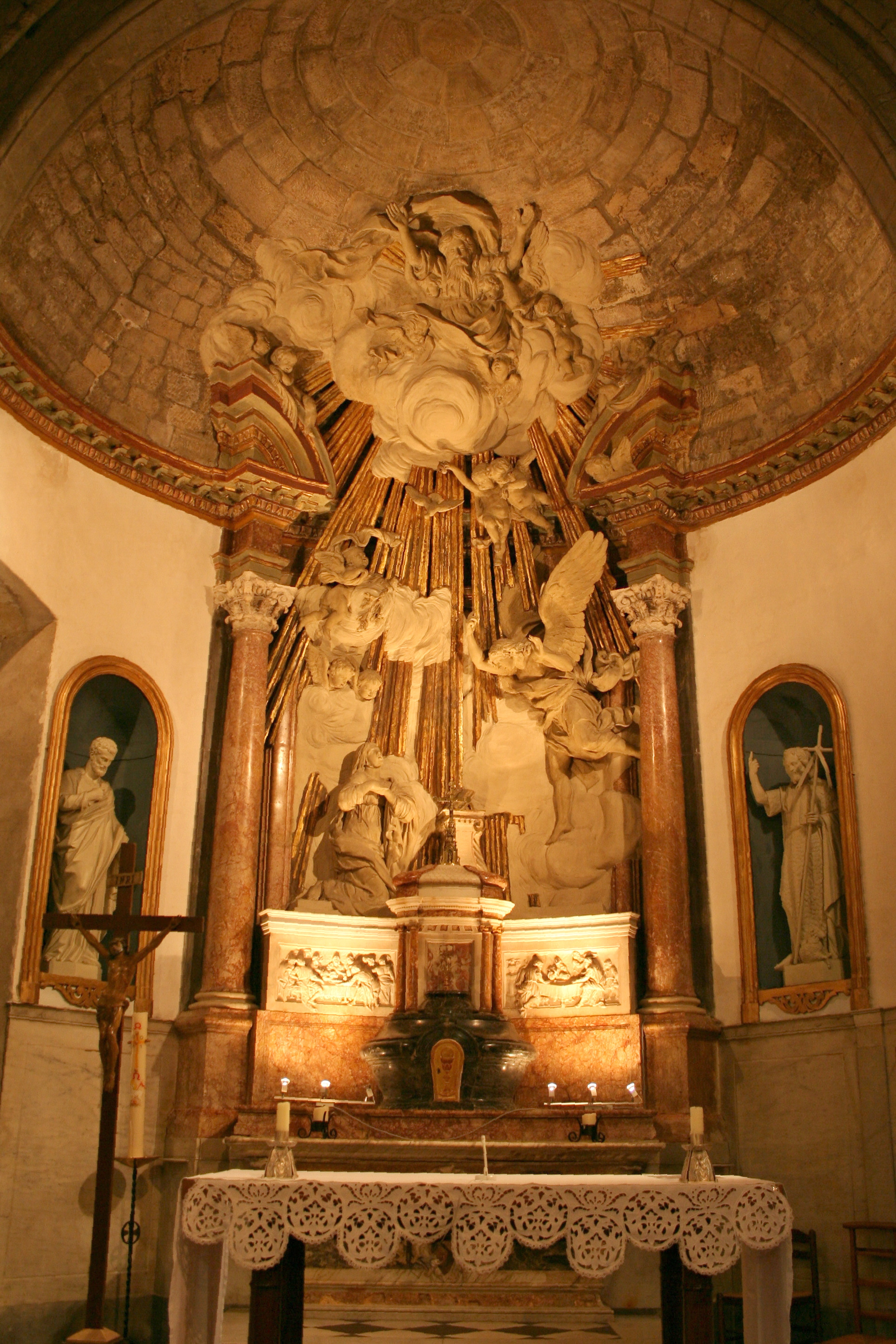
Алтарь церкви Нотр-Дам-де-Назарет, Тре, Буш-дю-Рон
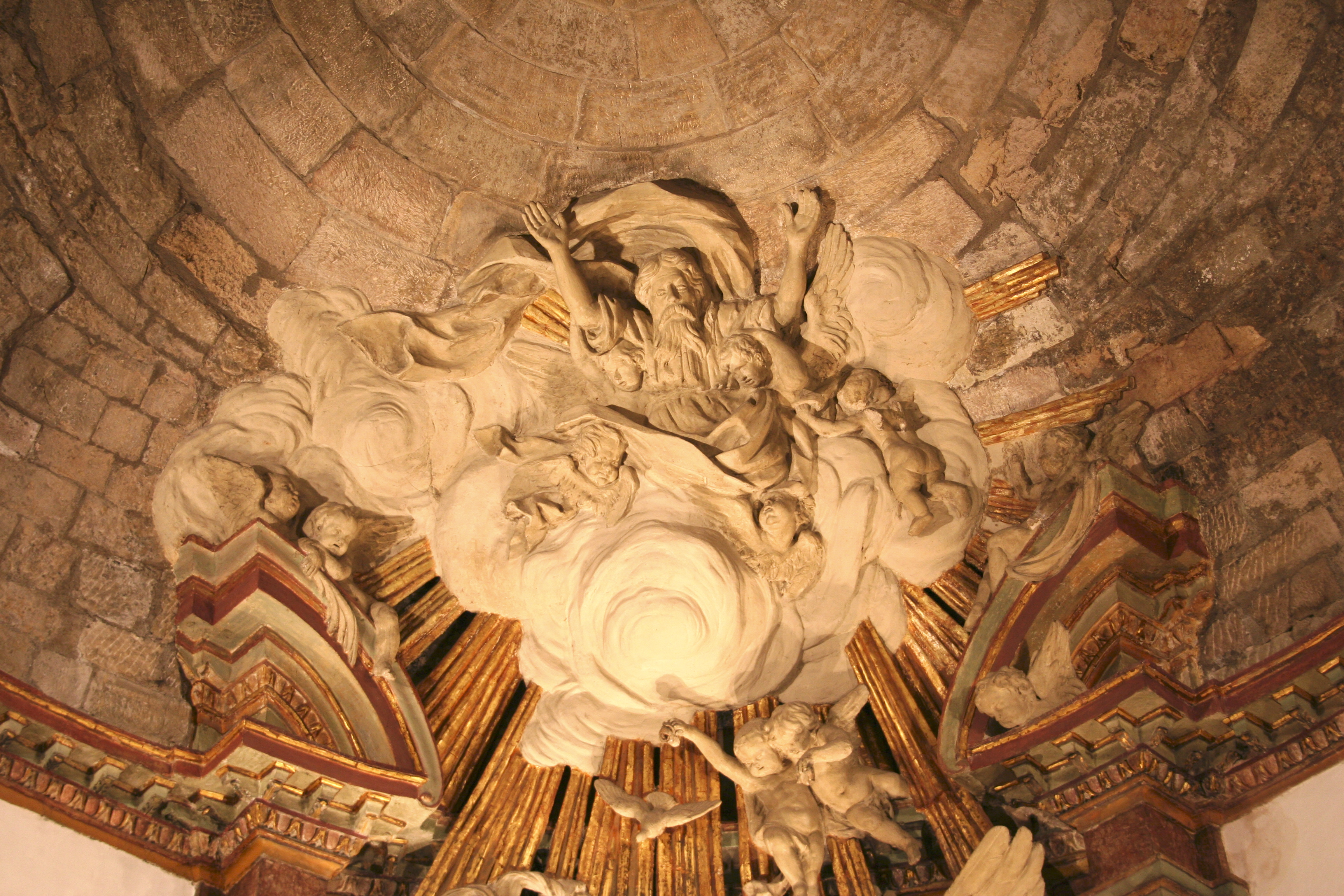
Деталь